# Castle Campbell
Castle Campbell is een vijftiende-eeuws kasteel nabij Dollar in de Schotse regio Clackmannanshire.
Het kasteel was de hoofdzetel van de clan Campbell van de laat-vijftiende eeuw tot halverwege de zeventiende eeuw.

## Geschiedenis

### Castle Gloom
Op de plaats van het huidige kasteel heeft waarschijnlijk in de twaalfde eeuw een motte gestaan. Castle Campbell was in het begin bekend als Castle Gloom of de Plaats van Glowm. De eerste verwijzing naar een kasteel was in een pauselijke bul uit 1466 die beval dat Walter Stewart of Lorne moest worden gestraft wegens het vernielen van een landhuis met een toren in de Plaats van Glown gelegen in het territorium van Dollar. Er wordt beweerd dat de huidige donjon van het kasteel gebouwd is na de brand van 1466. Gezien de brandvlekken en tekenen van heropbouw is het evenwel waarschijnlijker dat de donjon eerder, in het midden van de vijftiende eeuw, gebouwd is.

### Campbell
In de tweede helft van de vijftiende eeuw verkreeg de clan Campbell het kasteel van de Stewarts van Lorne door huwelijk. In 1465 huwde Colin Campbell, de tweede Lord Campbell en eerste graaf van Argyll, met Elizabeth Stewart. Hij was een man die bij koning Jacobus III van Schotland in de gunst stond; in 1448 was hij als ambassadeur naar Frankrijk geweest om de auld alliance te vernieuwen.
Na de dood van Jacobus III wist hij de gunst van Jacobus IV van Schotland te verwerven en verkreeg hij parlementaire goedkeuring in 1489-1490 om de naam van zijn kasteel van Castle Gloom naar Castle Campbell te veranderen.
De Clan Campbell bestond uit verschillende leidende families, waaronder Argyll, Breadalbane (Kilchurn Castle was hun hoofdkasteel) en Cawdor. De macht van de clan nam toe nadat hij zich in de vroege veertiende eeuw tijdens de onafhankelijkheidsoorlogen had geallieerd met Robert the Bruce tegen de familie Comyn en Macdougall. Hun binding met de Stuart-dynastie werd echter minder in de zeventiende eeuw toen de Campbells het presbyterianisme gingen aanhangen. De executie van Archibald Campbell, de eerste markies van Argyll, in 1661 voor het volgen van Cromwell, werd gevolgd door de executie van diens zoon in 1685 voor diens aandeel in de opstand tegen Jacobus VII van Schotland. In 1688 werd het huis Argyll weer hersteld en verheven tot hertogdom toen Jacobus VII was gevlucht in ballingschap. De katholieke clans kwamen steeds meer tegenover de Campbells te staan, maar met het falen van de laatste Jacobietenopstand in 1746 werden de Campbells de onbetwiste leiders van de westelijke hooglanden.

### Bezoekers
Tot de belangrijke bezoekers van het kasteel wordt John Knox, de protestante prediker, gerekend. Hij bezocht in 1556 Archibald Campell, de vierde graaf van Argyll. De rots bij het kasteel waar hij predikte staat thans bekend als John Knox's Pulpit (de kansel van John Knox). Zeven jaar na dit bezoek, namelijk in 1563, verbleef Maria I van Schotland op het kasteel. Zij woonde het huwelijk van de zus van de vijfde graaf met James Stewart, Heer van Doune, bij. Twee jaar later had de graaf van Argyll zich bij de opstandelingen gevoegd die tegen de koningin waren; toen in september 1565 Maria I van Schotland met haar tweede man, Darnley, bij het kasteel kwamen tijdens de zogenaamde Chaseabout Raid en de overgave van het kasteel verkregen.

### Covenanters
De Campbells waren aanhangers van het protestantisme en daardoor tegen de katholieke koningen. In 1645 viel James Graham, markies van Montrose, die met het koninklijke leger door Dollar kwam, Castle Cample aan. Het kasteel werd licht beschadigd. De dorpen Dollar en Muckhart werden verbrand.
In 1650 versloeg het Engelse leger van Oliver Cromwell de Schotten in de Slag bij Dunbar. Op nieuwjaarsdag 1651 was Argyll bij de kroning van Karel II van Engeland in Scone; hij veranderde echter van partij en was daardoor aanwezig bij de afkondiging van Cromwell als Lord Protector of Scotland. In 1653 werden er Engelse soldaten gelegerd in Castle Campbell. In 1654 werd het kasteel in brand gestoken door de vijanden van de Campbells. In 1661, het jaar na de terugkeer van Karel II, werd Argyll geëxecuteerd voor zijn steun aan Cromwell. Zijn zoon gaf de voorkeur aan Stirling als residentie; een residentie die bekend werd onder de naam Argyll's Lodging. Het kasteel en het omringende land bleef in het bezit van de clan Campbell totdat het in 1805 werd verkocht aan Crawford Tait, de eigenaar van het nabijgelegen Harviestoun-landgoed. In 1948 kwam Castle Campbell onder beheer van Historic Scotland terwijl het omringende land, de glen, onder beheer kwam van de National Trust of Scotland. Sindsdien is onder andere een dak op het torenhuis gezet.

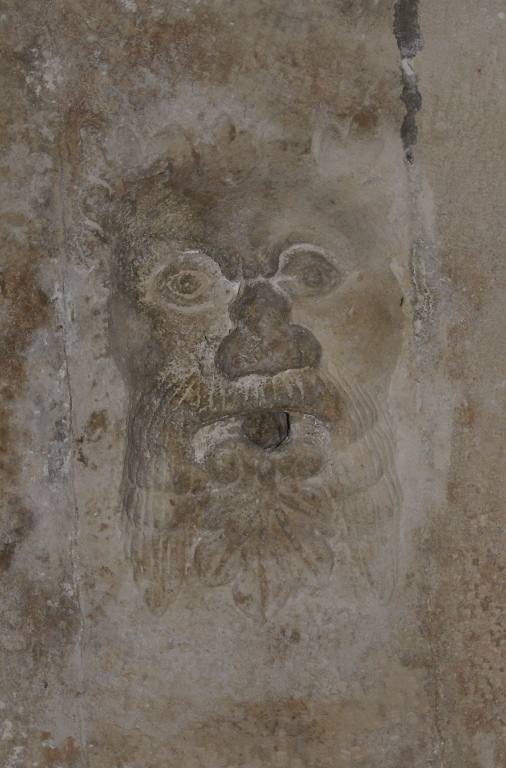
Castle Campbell: een groene man

## Bouw
De donjon heeft aan de noordzijde enkel ramen op de bovenste verdieping, aangezien de noordzijde de zwakste zijde van het kasteel was. De gebouwen worden omringd door een hoge muur. Een laat-zestiende-eeuwse poort geeft toegang tot de binnenplaats. Schietgaten aan weerskanten van de poort zijn aangebracht als extra verdediging. De verdediging was genoeg om een eventuele lichte aanval af te slaan, maar kon geen belegering met artillerie doorstaan.
De donjon kende vier woonverdiepingen. Daarnaast waren er onder andere opslagkelders, een keuken en een gevangenis. Rond 1600 is deze toren veranderd qua inrichting; zo werd onder andere een nieuwe wenteltrap toegevoegd en de oude trap tot kastruimte vermaakt. De wijzigingen rond 1600 werden aangebracht tezamen met de herinrichting van de oostelijke vleugel van het kasteel. Op de derde verdieping werd in deze tijd een stenen plafond aangebracht met daarin twee maskers van een Groene Man waaraan luchters hebben gehangen.
Aan de zuidzijde van de binnenplaats bevonden zich de hal, woonruimte en een keuken. De huidige oostvleugel stamt uit circa 1600 en kent op de begane grond een open arcade, een loggia. Arcades zijn niet gebruikelijk in Schotland, al zijn er sporen van gevonden in St Andrew's Castle en Huntly Castle.
De tuinen bij het kasteel zijn verspreid over enige terrassen. In de zuidwestelijke hoek bevindt zich een rotsige plek die John Knox's Pulpit wordt genoemd.

## Beheer
Castle Campbell wordt sinds 1948 beheerd door Historic Environment Scotland.